# Vimala Pons
Pour les articles homonymes, voir Pons.
Vimala Pons est une circassienne, metteuse en scène et actrice française, née le 15 mars 1983 à Trivandrum, en Inde.

## Biographie

### Origines
Vimala Pons naît le 15 mars 1983 en Inde, à Trivandrum, dans la province de Kerala.
Elle est la fille d'une décoratrice,  Francine Blumenfeld, née en 1941 et issue d'une famille juive (cachée en Vendée par Justinien Gillaizeau, résistant, membre du réseau Alliance, qui sera arrêté en 1944 puis assassiné par les nazis), et d'un salarié du Crédit agricole.

### Jeunesse et formation
Elle fait du tennis et du karaté à haut niveau jusqu'à ses 15 ans. Cette expérience la mène à son premier contact avec le monde de la comédie puisqu'elle est choisie à 12 ans pour présenter Ça cartoon pour les fêtes de fin d'année, après avoir accompagné au casting une camarade de ses cours de tennis.
Après le bac, elle s'inscrit en fac d'histoire de l'art au Centre Michelet puis en fac de cinéma à Saint-Denis avec l'ambition d'intégrer la Fémis en classe de scénario.
Elle intègre ensuite la classe libre du Cours Florent où elle obtient le prix Olga Horstig. Avec les comédiens qu'elle y rencontre, elle réalise son premier court-métrage, intitulé 17h10. Le film reste cependant à l'état d'ébauche, Vimala Pons n'en commençant jamais le montage.
À la suite de cette expérience, elle s'oriente plus franchement vers le jeu, en entrant au Conservatoire national supérieur d'art dramatique (CNSAD) où elle a pour professeurs Muriel Mayette, Daniel Mesguich, Andrzej Seweryn et Dominique Valadié au sein de la promotion 2008.
Après cette formation, elle suit un cursus d'un an et demi au Centre national des arts du cirque à Châlons-en-Champagne où elle se spécialise en jonglage et équilibre et où elle rencontre Tsirihaka Harrivel, Maroussia Diaz Verbèke et Erwan Hakyoon Larcher avec qui débute un travail de recherche autour de l'écriture de cirque.

### Théâtre et cinéma

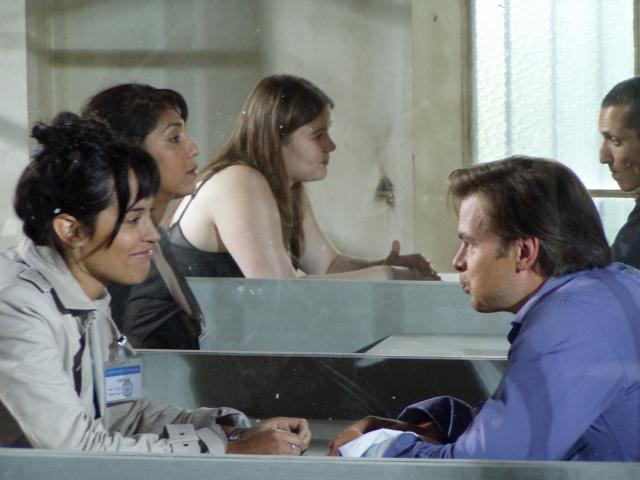
Vimala Pons et Clovis Cornillac sur le tournage de La Sainte Victoire.

En 2009, elle participe à L'Histoire en scène, Lettres à la Duchesse Marie-Christine présentées par Élisabeth Badinter, une lecture qu'elle assure au théâtre du Vieux-Colombier à Paris,.
En 2010, elle joue dans le court métrage J'aurais pu être une pute de Baya Kasmi et ce rôle lui vaut des prix dans plusieurs festivals.
En 2011, elle interprète le rôle principal du long métrage Mangrove de Frédéric Choffat et Julie Gilbert, nommé pour le Léopard d'or au 64e festival international du film de Locarno en 2011, puis au festival international du film de Pusan en Corée du Sud.
En 2014, elle interprète le rôle féminin principal de La Fille du 14 juillet d'Antonin Peretjatko ; elle est la fille du titre dont le protagoniste tombe amoureux. Le film est présenté à Cannes à la Quinzaine des réalisateurs, nommé au César du meilleur premier film, et obtient un large succès critique. Elle retrouve le réalisateur quelques années plus tard pour La Loi de la jungle, dont l'intrigue se passe en Guyane. Toujours en 2014, elle tient le premier rôle féminin dans Vincent n'a pas d'écailles de Thomas Salvador.
En 2017 puis en 2021, elle joue dans deux longs métrages de Bertrand Mandico.
En 2022, elle crée et interprète le spectacle Le Périmètre de Denver.
Le 14 janvier 2025, elle est annoncée comme présidente du jury « longs-métrages » du Festival international du film fantastique de Gérardmer 2025.

### Cirque
En 2008, elle rencontre le collectif Ivan Mosjoukine et commence une période de création de trois ans qui l'amène à créer en 2012 De nos jours [notes on the circus] avec Tsirihaka Harrivel, Maroussia Diaz Verbèke et Erwan Hakyoon Larcher. Avec ses trois partenaires, elle est lauréate pour la saison 2009-2010 des Jeunes Talents Cirque Europe, pour le projet de spectacle,,,. De nos jours [notes on the circus] tourne plus de 130 fois jusqu'en avril 2014, date d'arrêt du collectif.
En 2016, elle s'engage alors sur un nouveau projet de création, GRANDE, avec Tsirihaka Harrivel.

## Filmographie
Sauf indication contraire, les informations mentionnées dans cette section peuvent être confirmées par les bases de données cinématographiques IMDb et Allociné,  présentes dans la section « Liens externes ».

### Cinéma

#### Longs métrages

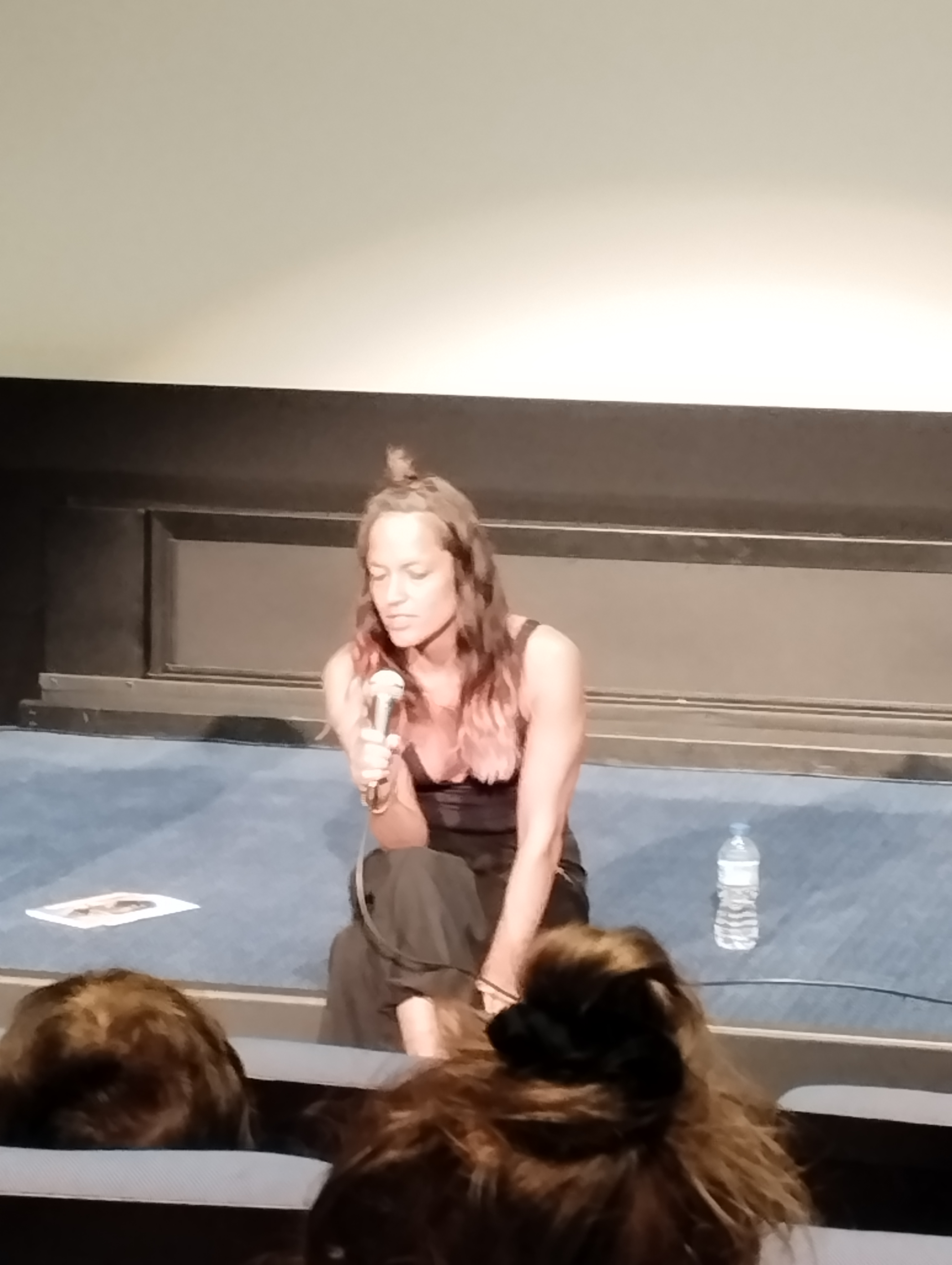
Vimala Pons à la Cinémathèque française, en 2022.

- 2006 : Enfermés dehors d'Albert Dupontel : l'employée de FreshO
- 2006 : Président de Lionel Delplanque : la maîtresse brune du président
- 2007 : Eden Log de Franck Vestiel : la technicienne
- 2009 : 36 Vues du pic Saint-Loup de Jacques Rivette : Barbara
- 2009 : La Sainte Victoire de François Favrat : Anaïs
- 2011 : Mangrove de Frédéric Choffat et Julie Gilbert : la femme
- 2012 : Adieu Berthe de Bruno Podalydès : Berthe jeune
- 2012 : Vous n'avez encore rien vu d'Alain Resnais : Eurydice
- 2013 : La Fille du 14 juillet d'Antonin Peretjatko : Truquette
- 2014 : Métamorphoses de Christophe Honoré : Atalante
- 2014 : Fidelio, l'odyssée d'Alice de Lucie Borleteau : Sarah
- 2014 : Terre battue de Stéphane Demoustier : Sylvie
- 2014 : Vincent n'a pas d'écailles de Thomas Salvador : Lucie
- 2015 : Comme un avion de Bruno Podalydès : Mila
- 2015 : Je suis à vous tout de suite de Baya Kasmi : Hanna Belkacem
- 2015 : La Vie très privée de monsieur Sim de Michel Leclerc : Poppy
- 2015 : L'Ombre des femmes de Philippe Garrel : Lisa
- 2016 : Marie et les Naufragés de Sébastien Betbeder : Marie Andrieu
- 2016 : Elle de Paul Verhoeven : Hélène
- 2016 : La Loi de la jungle d'Antonin Peretjatko : Tarzan
- 2017 : Les Garçons sauvages de Bertrand Mandico : Jean-Louis
- 2018 : Bécassine ! de Bruno Podalydès : Marie Quillouch
- 2018 : Allons enfants[23] de Stéphane Demoustier : Louise
- 2021 : Comment je suis devenu super-héros de Douglas Attal : Cécile Schaltzmann
- 2021 : After Blue (Paradis sale) de Bertrand Mandico : Veronika Sternberg
- 2022 : Petite Fleur de Santiago Mitre : Lucie
- 2023 : Youssef Salem a du succès de Baya Kasmi : Léna
- 2023 : Vincent doit mourir de Stéphan Castang : Margaux
- 2024 : Le Beau Rôle de Victor Rodenbach : Nora
- 2024 : L'Attachement de Carine Tardieu : Emilia
- 2024 : Mikado de Baya Kasmi : Lætitia

#### Courts métrages
- 2003 : Le Blanc des yeux d'Aurélien Vernhes-Lermusiaux
- 2010 : J'aurais pu être une pute de Baya Kasmi : Mina
- 2014 : L'Homme qui avait perdu la tête de Fred Joyeux : la psychologue
- 2018 : Ultra Pulpe de Bertrand Mandico
- 2018 : Ododo ! d'Albane Chaumet[24]

### Télévision
- 2006 : Gaspard le bandit de Benoît Jacquot : Magali
- 2008 : Nicolas Le Floch d'Edwin Baily (saisons 1 et 2) : la duchesse Marie de Langremont / La Satin / La Bichelière
- 2024 : En place de Jean-Pascal Zadi et François Uzan (saison 2) : Alice, cheffe de la sécurité de l'Élysée

## Théâtre
Sauf indication contraire ou complémentaire, les informations mentionnées dans cette section peuvent être confirmées par la base de données Les Archives du spectacle.
- 2009 : Le Cauchemar, mise en scène de Jean-Michel Rabeux, théâtre de la Bastille[25]
- 2011 : La Nuit des rois de William Shakespeare, mise en scène de Jean-Michel Rabeux, MC93 Bobigny[26],[27]
- 2012 : Les 3 parques m'attendent dans le parking, texte et mise en scène de Jacques Rebotier au Théâtre Nanterre-Amandiers et au Théâtre de Vidy-Lausanne
- 2012 : R&J Tragedy, texte et mise en scène de Jean-Michel Rabeux, MC93 Bobigny
- 2016 : GRANDE, music-hall avec Vimala Pons et Tsirihaka Harrivel, création en octobre 2016 au Quai, Angers[28]
- 2018 : Je suis un pays, texte et mise en scène Vincent Macaigne, Théâtre Vidy-Lausanne
- 2022 : Le Périmètre de Denver, de et par Vimala Pons[29],[30],[31].

## Musique
En 2019, sort le disque Victoire Chose en duo avec Tsirihaka Harrivel (plus Olivier Demeaux) d'après le spectacle GRANDE sur les labels Murailles Music et Teenage Menopause Records.
Elle chante sur plusieurs titres de l'album PLДYING / PRДYING de Kompromat, sorti en 2025.

## Publication
En 2020, Vimala Pons publie un livre audio, Mémoires de l'Homme fente.

## Distinctions
Sauf indication contraire, les informations mentionnées dans cette section peuvent être confirmées par les bases de données cinématographiques IMDb et Allociné,  présentes dans la section « Liens externes ».

### Récompenses
- Prix Olga Horstig au sein du Cours Florent[9] (année indéterminée)
- Festival du film de Cabourg 2011 : meilleure actrice dans un court métrage pour J'aurais pu être une pute
- Festival Jean Carmet de Moulins 2011 : meilleur jeune espoir féminin (prix du public) pour J'aurais pu être une pute
- Lutins du court métrage 2012 : prix de la meilleure actrice pour J'aurais pu être une pute

### Nomination
- Prix Lumières 2014 : meilleur espoir féminin pour La Fille du 14 juillet